# Let It All Bleed Out
"Let It All Bleed Out" to piosenka heavymetalowa stworzona na trzeci album studyjny amerykańskiego wokalisty Roba Zombie Educated Horses (2006). Napisany i wyprodukowany przez Zombie i Scotta Humphreya, utwór wydany został jako trzeci i finalny singel promujący krążek w drugiej połowie 2006 roku; służył jedynie za wydawnictwo promocyjne. Piosenkę wykorzystano na soundtracku gry komputerowej Scarface: Człowiek z blizną (2006). Utwór nie był promowany wideoklipem. Podczas występów scenicznych z "Let It All Bleed Out" wykonaniu Roba Zombie towarzyszyły nagrania wideo należące niegdyś do rodziny mordercy Charlesa Mansona.

## Twórcy
- Wokale, tekst utworu, produkcja, kierownictwo artystyczne: Rob Zombie
- Produkcja: Scott Humphrey
- Gitara, wokale wspierające: John 5
- Gitara basowa, wokale wspierające: Rob "Blasko" Nicholson
- Bęben, wokale wspierające: Tommy Clufetos
- Mastering: Tom Baker
- Inżynieria dźwięku: Chris Baseford, współpr. Will Thompson

## Pozycje na listach przebojów
| Kraj              | Notowanie (2006)       | Wydawca   | Najwyższa pozycja |
| ----------------- | ---------------------- | --------- | ----------------- |
| Stany Zjednoczone | Mainstream Rock Tracks | Billboard | 29                |